# Narses (Bizancjum)
Narses (gr. Ναρσής; ur. ok. 478, zm. ok. 573) – pierwotnie eunuch cesarski, następnie wysoki urzędnik (praepositus sanctii cubilarii) i dowódca bizantyński. Pochodził z Persarmenii, części Armenii zajętej w 384 roku przez Persów.
Początkowo niewolnik-eunuch. Został urzędnikiem w cesarskim skarbcu. W latach (538–539) wspólnie z Belizariuszem dowodził wojskami posiłkowymi w Italii. Będąc zaufanym poddanym cesarzowej Teodory, żony cesarza bizantyjskiego Justyniana I, doszedł do najwyższych godności. Przyczynił się do stłumienia powstania Nika. Mianowany naczelnym wodzem na miejsce Belizariusza.
Został dowódcą armii bizantyńskiej w Italii, mimo że nie posiadał wykształcenia wojskowego i był w podeszłym wieku, odniósł szereg zwycięstw. W latach 552–555 rozbił Ostrogotów (Busta Gallorum 552, Cumae 555, Werona 562). Od 567 roku piastował stanowisko prefekta Italii. W czasie walk z Ostrogotami korzystał z pomocy Longobardów. Według Historii Longobardów Pawła Diakona popadłszy w niełaskę, nakłonił ich do opanowania Italii.
Został odwołany z urzędu na skutek skarg o nadużycia.
Był małego wzrostu i słabego zdrowia.